# Hatschi Bratschis Luftballon
Hatschi Bratschis Luftballon ist ein Kinderbuch von Franz Karl Ginzkey. Es erschien erstmals 1904 und wurde mehrfach in veränderten Fassungen neu aufgelegt. Es gilt als vielgelesener Klassiker der österreichischen Kinderliteratur und wurde gleichzeitig in der späteren Rezeption stark für seine rassistischen Darstellungen kritisiert.

## Handlung
Der kleine Fritz läuft aus dem Haus auf die Wiese hinaus, obwohl seine Mutter es ihm verbietet. Der böse Zauberer Hatschi Bratschi (je nach Ausgabe auch als „Türke“ beschrieben) kommt in seinem roten Gasballon und entführt Fritzchen. Als Hatschi Bratschi auch andere Kinder entführen will, lehnt er sich zu weit vor und stürzt in einen tiefen Brunnen. Fritz verfügt nun allein über den Ballon.
Die Hexe Kniesebein versucht, den Ballon zu fassen, wird aber mit ihm in die Luft gerissen. Als sie sich nicht mehr halten kann, fällt sie auf einen Schornstein, verbrennt und wird von Raben gefressen.
Fritz fliegt über die Alpen ins warme Italien und schließlich auf das Meer. Dort gelangt er auf eine Insel, wo „Menschenfresser“ (bzw. in neueren Ausgaben Affen) versuchen, den Ballon zu fassen, aber daran scheitern. Der Ballon fliegt weiter in die Wüste, wo Fritz einschläft und von seiner Mutter träumt.
Am nächsten Morgen gelangt Fritz mit dem Ballon ins „Türkenland“ bzw. „Morgenland“, wo er in Hatschi Bratschis Haus von dessen Dienern als neuer Herr wahrgenommen wird und alle von Hatschi Bratschi eingesperrten Kinder befreit. Die Kinder laufen nach Hause zu ihren Familien, auch Fritz, der von seinen Eltern erwartet wird. Der Luftballon fliegt hoch in die Luft davon.

## Veröffentlichungs- und Wirkungsgeschichte

### Rassismuskritik
Das Buch wurde seit den 1960er Jahren wiederholt für seine rassistische Darstellung von Schwarzen und Türken kritisiert. Die Journalistin Duygu Özkan kritisiert, das Buch arbeite mit Stereotypen zu Osmanen bzw. Türken und führe zu einer Verankerung dieser im kollektiven Bewusstsein. Der Name „Hatschi Bratschi“ spielt auf die jährliche islamische Pilgerfahrt Haddsch an. Gudrun Harrer stellt das Buch in den Kontext einer größeren Rassismuskritik an orientalistischer Kinder- und Jugendliteratur im deutschsprachigen Raum. Sie kritisiert etwa den kulturellen Chauvinismus des Buches und bezeichnet Fritzchen ironisch als „echte[n] deutsche[n] Bub[en]“. Dabei bezieht sie sich auf die Passage „Die Diener werfen sich aufs Knie, / Der Fritz ist nun der Herr für sie“.

### Umstrittene Passagen und deren Zensur
Zu den am meisten kritisierten Teilen des Buches zählt die Episode um die „Menschenfresser“. Die Illustrationen bis in die 1950er Jahre bedienten sich kolonialer Bildsprache und zeigten die „Menschenfresser“ in stark abwertender und klischeehafter Darstellung von Schwarzen. In neueren Ausgaben wurden die „Menschenfresser“ durch Affen ersetzt.
Aufgrund der Kritik an der Türkenfeindlichkeit des Buches wurden alle Hinweise auf Türken in der Ausgabe von 1968 ersetzt. Die Erstbeschreibung von Hatschi Bratschi als Türken wurde schlicht zum Zauberer, das „Türkenland“ zum „Morgenland“.
Hans Magnus Enzensberger kritisierte die Zensur des Buches stark: „Nichtswürdige Verleger haben es verstümmelt, blöde Illustratoren verfälscht, pädagogische Aufseher kastriert, und am Ende wurde es ganz aus dem Verkehr gezogen“. Karl-Markus Gauß andererseits bezeichnet auch die Zensurversuche als hoffnungslos, da die Handlung des Buches an sich, das Böse mit dunklen Menschen des Ostens gleichzusetzen, bereits rassistisch gefärbt sei.

### Ausgaben
Die Rezeption des Buches hängt auch stark von der jeweiligen Ausgabe ab, insbesondere von der Beschaffenheit der dazugehörigen Illustrationen.
Die Erstausgabe erschien 1904 im Seemann Verlag in Berlin mit Illustrationen von Mor von Sunnegg und ist 2019 als Faksimile  im Ibera Verlag, Wien wieder aufgelegt worden.
Die erste Neuausgabe erschien 1922 im Rikola Verlag mit Abbildungen von Erwin Tintner.
Die Ausgabe von 1933 wurde von Ernst von Dombrowski illustriert und im Salzburger Verlag Anton Pustet herausgegeben. Hatschi Bratschi trägt dabei Züge antisemitischer Darstellungen von Juden. Simon Hadler stellt Dombrowskis Ausgabe deshalb in eine zeitgenössische Tendenz, das lang aufgebaute Feindbild des Türken auf das damals gängigere Feindbild des Juden anzuwenden. Harrer kritisiert, die Ausgabe zeige „einen Hatschi, der dem Stürmer alle Ehre gemacht hätte: Von den spitzen Zähnen unter seiner semitischen – dabei war er doch ein Türke! – Hakennase sieht man quasi das deutsche Kinderblut tropfen.“ Diese Ausgabe wurde 1936 in einer niederländischen Übersetzung als Hatsjie-Bratsjie’s luchtballon veröffentlicht.
1943 erschien erstmals eine Ausgabe mit Illustrationen von Grete Hartmann, die im Wiener Verlag fortan mehrfach neu aufgelegt wurde. Dies ist (bis auf die Änderung von „Türkenland“ in „Morgenland“) die letzte Fassung, die den unveränderten Originaltext enthält.
Die 1962 im Forum Verlag Wien erschienene Fassung dichtete erstmals die Menschenfresserepisode um. In dieser Fassung wurden auf der Basis der Zeichnungen von Grete Hartmann von Wilfried Zeller-Zellenberg Illustrationen angefertigt und die „Menschenfresser“ erstmals zu Affen. Die letzte Ausgabe erschien 1968 im Forum Verlag mit Abbildungen von Rolf Rettich.  Beide Ausgaben haben auch die Bosheit Hatschi Bratschis in den Abbildungen im Vergleich zu früheren Ausgaben etwas entschärft.
In einer Neuauflage von 2011 des Trans-World-Musikverlages findet sich ein Sammelsurium  verschiedener Illustrations-Generationen: Die Abbildungen von Rolf Rettich, Grete Hartmann und Ernst Dombrowskis werden durch Zeichnungen von Alena Schulz ergänzt.